# Озёровка (Крым)
Озёровка (до 1948 года Тереклы́-Асс; укр. Озерівка, крымскотат. Terekli As, Терекли Ас) — посёлок Черноморского района Республики Крым в составе Медведевского сельского поселения (согласно административно-территориальному делению Украины — Медведевского сельсовета Автономной Республики Крым).

## Население
| 2001 | 2014 |
| ---- | ---- |
| 2    | ↗8   |

### Динамика численности
| - 1806 год — 122 чел. - 1889 год — 46 чел. - 1900 год — 103 чел. - 1915 год — 82/41 чел. - 1926 год — 160 чел. | - 1989 год — 12 чел. - 2001 год — 2 чел. - 2009 год — 6 чел. - 2014 год — 8 чел. |

## География
Озёровка — практически опустевший посёлок на юго-востоке района, на берегу озера Донузлав, высота центра села над уровнем моря — 6 м. Ближайшие сёла — Медведево в 2,5 км на северо-восток и Знаменское в 6,5 км на запад. Райцентр Черноморское —
примерно в 30 километрах (по шоссе), ближайшая железнодорожная станция — Евпатория — около 60 километров. Транспортное сообщение осуществляется по региональной автодороге 35Н-618 Медведево — Озёровка (по украинской классификации — С-0-11717).

## Современное состояние
На 2016 год в Озёровке улиц не числится; на 2009 год, по данным сельсовета, село занимало площадь 36 гектаров, на которой в 10 дворах проживало 6 человек.

## История
Первое документальное упоминание сёл встречается в Камеральном Описании Крыма… 1784 года, судя по которому, в последний период Крымского ханства Дирекли Эли входил в Тарханский кадылык Козловскаго каймаканства.
После присоединения Крыма к России (1783), (8) 19 февраля 1784 года, именным указом Екатерины II сенату, на территории бывшего Крымского ханства была образована Таврическая область и деревня была приписана к Евпаторийскому уезду. С началом Русско-турецкой войной 1787—1791 годов, весной 1788 года производилось выселение крымских татар из прибрежных селений во внутренние районы полуострова, в том числе и из Тереклы-Асса. В конце войны, 14 августа 1791 года всем было разрешено вернуться на место прежнего жительства. После павловских реформ, с 1796 по 1802 год входила в Акмечетский уезд Новороссийской губернии. По новому административному делению, после создания 8 (20) октября 1802 года Таврической губернии, Тереклы-Асс был включён в состав Яшпетской волости Евпаторийского уезда.
По Ведомости о волостях и селениях, в Евпаторийском уезде с показанием числа дворов и душ… от 19 апреля 1806 года, в деревне Тереклас числилось 18 дворов, 118 крымских татар и 4 ясыров. На военно-топографической карте генерал-майора Мухина 1817 года деревня Тереклыас обозначена с 20 дворами. После реформы волостного деления 1829 года Тереклис, согласно «Ведомости о казённых волостях Таврической губернии 1829 года», остался в составе Яшпетской волости. На карте 1836 года в деревне 15 дворов. Затем, видимо,Видимо, вследствие эмиграции крымских татар в Турцию, деревня заметно опустела и на карте 1842 года Тереклы-Ас обозначен условным знаком «малая деревня», то есть, менее 5 дворов.
В 1860-х годах, после земской реформы Александра II, деревню приписали к Курман-Аджинской волости. Согласно «Памятной книжке Таврической губернии за 1867 год», деревня Тереклы-Асс была покинута жителями в 1860—1864 годах, в результате эмиграции крымских татар, особенно массовой после Крымской войны 1853—1856 годов, в Турцию и заселена немецкими колонистами и русскими крестьянами (в «Списке населённых мест Таврической губернии по сведениям 1864 года», составленному по результатам VIII ревизии 1864 года, как и в энциклопедическом словаре «Немцы России» деревня не упоминается). Тереклы-Асс упомянут в труде профессора А. Н. Козловского 1867 года, согласнообследованиям которого вода в колодцах деревни была пресная, а их глубина колебалась от 2 до 10 саженей (от 4 до 20 м). На трехверстовой карте Шуберта 1865—1876 года в деревне Тереклы-Асс обозначен 1 двор. Согласно изданной в 1886 году «Справочной книжке о приходах и храмах Таврической епархии…» епископа Гермогена, в деревне Тереклы-асс проживало смешанное русско-татарское население.
В «Памятной книге Таврической губернии 1889 года», по результатам Х ревизии 1887 года, в деревне Тереклы-Асс числилось 7 дворов и 46 жителей. В «…Памятной книжке Таврической губернии на 1892 год», о деревне Тереклы-Асс, входившей в Киркулачский участок, никаких сведений, кроме названия, не приведено.
Земская реформа 1890-х годов в Евпаторийском уезде прошла позже остальных, в результате Тереклы-Асс приписали к Кунанской волости.
По «…Памятной книжке Таврической губернии на 1900 год» в деревне числилось 103 жителя в 15 дворах. По Статистическому справочнику Таврической губернии. Ч.II-я. Статистический очерк, выпуск пятый Евпаторийский уезд, 1915 год, в деревне Асс-Тереклы Кунанской волости Евпаторийского уезда числилось 15 дворов (все дворы безземельные) с русским населением в количестве 82 человек приписных жителей и 41 — «постороннего», из которых 66 мужчин и 59 женщин. Жители землёй не владели, но за селением числилось 1200 десятин земли. В хозяйствах имелось 97 лошадей, 140 волов, 15 коров и 670 голов мелкого скота.
После установления в Крыму Советской власти, по постановлению Крымревкома от 8 января 1921 года № 206 «Об изменении административных границ» была упразднена волостная система и образован Евпаторийский уезд, в котором создан Ак-Мечетский район и село вошло в его состав, а в 1922 году уезды получили название округов. 11 октября 1923 года, согласно постановлению ВЦИК, в административное деление Крымской АССР были внесены изменения, в результате которых округа были отменены, Ак-Мечетский район упразднён и село вошло в состав Евпаторийского района. Согласно Списку населённых пунктов Крымской АССР по Всесоюзной переписи 17 декабря 1926 года, в селе Тереклы-Асс, в составе упразднённого к 1940 году Сабанчинского сельсовета Евпаторийского района, числилось 26 дворов, из них 25 крестьянских, население составляло 160 человек, из них 158 украинцев и 2 русских, действовала русская школа. Согласно постановлению КрымЦИКа от 30 октября 1930 года «О реорганизации сети районов Крымской АССР», был восстановлен Ак-Мечетский район (по другим данным 15 сентября 1931 года) и село вновь включили в его состав.
С 25 июня 1946 года Тереклы-Асс в составе Крымской области РСФСР. Указом Президиума Верховного Совета РСФСР от 18 мая 1948 года, Тереклы-Асс переименовали в Озёровку. 26 апреля 1954 года Крымская область была передана из состава РСФСР в состав УССР. С начала 1950-х годов, в ходе второй волны переселения (в свете постановления № ГОКО-6372с «О переселении колхозников в районы Крыма»), в Черноморский район приезжали переселенцы из различных областей Украины. Время включения в состав Новоивановского сельсовета пока не выяснено: на 15 июня 1960 года село уже числилось в его составе. К 1 января 1977 года создан Медведевский сельсовет, куда вошла Озёровка. По данным переписи 1989 года в селе проживало 12 человек. С 12 февраля 1991 года селение в восстановленной Крымской АССР, 26 февраля 1992 года переименованной в Автономную Республику Крым. С 21 марта 2014 года в составе Крыма аннексирована Россией.